# Poul Bredo Grandjean
Poul Bredo Grandjean (født 5. september 1880 i København, død 1957) var en dansk heraldiker og arkivar i Rigsarkivet.
Grandjean fungerede som statens heraldiske konsulent 1935-1954, og udarbejdede i den egenskab våbenmærker for en række danske kommuner. Han beskæftigede sig desuden med sigillografi, og udgav en række værker om dansk heraldik, historiske danske segl samt personalhistorie.
Han var Ridder af Dannebrog og Dannebrogsmand.